# 林弘典
林 弘典（はやし ひろのり、1977年7月7日 - ）は、関西テレビ放送所属のアナウンサー、社会保険労務士、気象予報士、ファイナンシャルプランナー、防災士。

## 来歴・人物
埼玉県草加市出身。埼玉県立浦和高等学校、早稲田大学政治経済学部卒業後、2001年アナウンサーとして関西テレビに入社した。入社後は『FNNスーパーニュースアンカー』などの報道番組を中心に出演。同局の放送エリアで大きな事件・事故（主に2005年4月25日に発生したJR福知山線脱線事故など）が発生した際に現場リポートを担当した。2005年8月放送の『FNNスーパーニュース』（フジテレビ系列）では、夏季休暇中の須田哲夫（フジテレビアナウンサー）の代役として、初めて全国ニュースのキャスターを務めた。
2006年10月に気象予報士の資格を取得してからは、その資格やスポーツの知識を生かす形で、ディレクター兼任アナウンサーとしても活動。2009年8月には、気象予報士試験に挑戦する大平サブローのアドバイザー役として、『ズームイン!!SUPER』（読売テレビ制作の関西ローカルパート）に出演した。同年10月には、ファイナンシャルプランナー（2級ファイナンシャルプランニング技能士）の資格も取得している。2011年からは、「どんなに忙しくても、通勤時間の往復1時間だけは、絶対に参考書を開いて勉強する」という強い意志の下に、合格率が6.8%とされる社会保険労務士の試験に6年連続で挑戦。当初の3年は独学、以降は専門学校で勉強を続けた結果、2017年の試験で合格した
。
報道以外の番組では、2009年10月13日から2011年3月までは、平日の情報番組『あっぷ&UP!』で司会を務めた。2011年には、関西テレビの地元・大阪が舞台の実写映画『プリンセス トヨトミ』に、ワンシーンながらアナウンサー以外の役柄で出演した。その一方で、勤務先のアナウンス部では放送用語委員を務めている。2021年度にはラジオ大阪（関西テレビと同じフジサンケイグループのラジオ単営局）の『カンテら!』（事前収録で毎週火・水曜日の未明に放送）にもパーソナリティとして随時出演していた。

## 人物
大学生時代には、アマチュアバンドのボーカルも務めていた。そのバンドのメンバーからの影響で、SIAM SHADEの楽曲を愛聴。『カンテら!』でも、SIAM SHADEの代表曲である「1/3の純情な感情」にちなんで、「1/3とは言わせない!全部分かって!SIAM SHADE」というプレゼン風の企画を最初の出演回（2021年4月6日放送分）で実現させた。ちなみに、この回で共演した吉原功兼（大学・アナウンス研究会・関西テレビを通じての5年後輩）も、学生時代からのSIAM SHADEファンである。

## 出演番組

### 現在
- カンテレNEWS（水曜深夜〈木曜未明〉のローカル枠などを不定期で担当）
- FNN Live News days（関西ローカルパート、月曜日担当）
- FNN Live News α  (関西ローカルパート、 火曜深夜(水曜未明)担当)
- めざましテレビ (関西ローカルパート、水曜日担当)
- カンテレ通信（司会）
- お笑いワイドショー マルコポロリ!（ナレーション）
- Jリーグ中継（DAZN）
- スカパー!Jリーグ中継（関西テレビが制作に協力するセレッソ大阪ホームゲーム中継の実況）
- 横山由依がはんなり巡る 京都いろどり日記!（2013年7月17日 - 、毎月1回の放送、ナレーション）
- CEREZO MAGAZINE （スカパー!）

### 過去
- FNNスーパーニュースほっとKANSAI（スポーツコーナーキャスター）
- FNNスーパーニュース（前述）
- おじょママ!F（ナレーション）
- ぶったま!（2009年9月放送終了）
- あっぷ&UP!（2009年10月 - 2011年3月、月～金曜司会）
- FNNスーパーニュースアンカー（火曜・水曜フィールドキャスター、月曜キャスター）
- 全国高校ラグビー大会（CS放送J SPORTS実況）
- 横山由依（AKB48）がはんなり巡る 京都・美の音色（2012年7月18日 - 2013年6月19日、ナレーション）
- FNN みんなのニュース Weekend（関西ローカルパート）
- FNNスピークWeekend→FNNプライムニュース デイズ（関西ローカルパート、土曜日担当）
- プライムニュース イブニング（関西ローカルパート、週末担当）
- Live News イット!（関西ローカルパート、日曜日担当）
- カンテら!（ラジオ大阪） - 「ラジオパーソナリティ」として、同僚アナウンサー1名（主に若田部克彦や堀田篤）とのコンビで頻繁に出演。前述した資格を通じて身に付けた専門知識や、資格を取得するまでの体験を基に、「あなたのお悩み、ハヤシが資格でまーるくまとめます!」という冠企画でリスナーからの相談に応じていた。
- 報道ランナープラス (水曜日担当)